# Министарство грађевинарства, саобраћаја и инфраструктуре Републике Србије
Министарство грађевинарства, саобраћаја и инфраструктуре Републике Србије је орган државне управе који обавља послове који се односе на грађевину саобраћај и инфраструктуру Републике Србије.
Актуелни министар је Дарко Глишић (в.д).

## Сектори Министарства
- Сектор за друмски транспорт, путеве и безбедност саобраћаја[1]
- Сектор за железнице и интермодални транспорт
- Сектор за ваздушни саобраћај
- Сектор за водни саобраћај и безбедност пловидбе
- Сектор за грађевинске послове и грађевинско земљиште
- Сектор за просторно планирање, урбанизам и становање
- Сектор за међународну сарадњу и европске интеграције
- Сектор за стратешко планирање и управљање инфраструктурним пројектима
- Сектор за инспекцијски надзор

## Досадашњи министри
| Фотографија | Име и презиме      | Почетак мандата   | Крај мандата       | Политичка странка       |
| ----------- | ------------------ | ----------------- | ------------------ | ----------------------- |
|             | Зорана Михајловић  | 27. април 2014.   | 28. октобар 2020.  | Српска напредна странка |
|             | Томислав Момировић | 28. октобар 2020. | 26. октобар 2022.  | Српска напредна странка |
|             | Горан Весић        | 26. октобар 2022. | 25. новембар 2024. | Српска напредна странка |